# Sokołowo (condado de Ciechanów)
Sokołowo es un pueblo del municipio (gmina) de Grudusk, situado en el distrito (powiat) de Ciechanów, en Mazovia. Según el censo de 2021, tiene una población de 66 habitantes.Se encuentra aproximadamente a 2 km al noroeste de Grudusk, 23 km al norte de Ciechanów, y a 98 km al norte de Varsovia. 
Entre 1975 y 1998 perteneció al voivodato de Ciechanów. 